# 2326 Tololo
2326 Tololo је астероид главног астероидног појаса са пречником од приближно 40,89 .
Афел астероида је на удаљености од 3,304 астрономских јединица (АЈ) од Сунца, а перихел на 2,417 АЈ.
Ексцентрицитет орбите износи 0,154, инклинација (нагиб) орбите у односу на раван еклиптике 15,153 степени, а орбитални период износи 1767,686 дана (4,839 године).
Апсолутна магнитуда астероида је 11,10 а геометријски албедо 0,038.
Астероид је откривен 29. августа 1965. године.